# Fuori e dentro il borgo
Fuori e dentro il borgo è il libro di esordio del cantautore Luciano Ligabue, pubblicato il 13 maggio 1997 dalla Baldini e Castoldi. 
Il libro, che raccoglie una quarantina di brevi racconti - anche autobiografici - incentrati sulla vita della provincia reggiana, vinse il Premio Elsa Morante - Opera prima.
Da alcuni di questi racconti Ligabue trae nel 1998 il soggetto della sua prima regia cinematografica, Radiofreccia.

## Trama
Personaggi bizzarri (come il Bonanza, appassionato di cinema, che alla fine di ogni film ne ripropone al pubblico occasionale le scene madri, l'incredibile scommettitore capace di trangugiare qualsiasi cosa...) si avvicendano sulla scena.
Lo scrittore alterna racconti bizzarri, quasi comici, ad altri più riflessivi, introspettivi ed autobiografici, che parlano di difficoltà e momenti particolari come, ad esempio, la morte dell'inquilino del piano di sopra, ovvero lo scrittore Pier Vittorio Tondelli; o "Certe notti" cantata con l'altro famoso Luciano della musica italiana, Pavarotti.
Ciò che lega tutti i personaggi (protagonisti o comprimari) è la presenza del medesimo fondale scenico: il borgo di Correggio, luogo dove l'autore è nato e cresciuto, e dove va a rifugiarsi quando deve, a suo dire, "staccare la spina".